# 후평동
후평동(後坪洞)은 강원특별자치도 춘천시의 행정동이다.

## 개요
후평동은 봉의산 뒤쪽이 되고 또 읍내에서 뒤쪽이 되므로 뒷두루, 뒷뜰, 후평(後坪)이라고 불렀다. 1914년 행정구역 폐합에 따라 보안리(保安里)를 병합하여 후평리가 되었다. 1986년 1월에 후평2동이 후평1동에서 분동되었고, 1994년 8월에 후평3동이 후평2동에서 분동되어 지금에 이른다.
후평1동은 소양강과 봉의산을 접하고 있으며, 뒤뜰, 동광, 우사리, 몰개울 등 자연부락이 형성된 주거 및 상가 밀집지역이다. 하이테크벤처타운, 바이오 벤처프라자, 일반산업단지 등이 입지한 산업시설 중심지이다. 후평2동은 최초로 대단위 아파트 단지가 조성되었던 지역이다. 후평3동은 1986년 후평지구택지개발로 당시 과수원, 임야가 대규모 아파트 단지 및 주택지역으로 개발되어 현재에 이르고 있는데, 현재 아파트 단지가 17개이고 주거형태 중 아파트가 차지하는 비율이 83%로 서민주택 보급에 도움을 주었다.

## 주요 시설

### 관공서
- 후평1동 행정복지센터
- 후평2동 행정복지센터
- 후평3동 행정복지센터
- 후평동우체국
- 후평3동우체국
- 한국국토정보공사 강원지역본부
- 강원특별자치도 아동보호전문기관
- 춘천사회문화센터
- 춘천바이오산업진흥원
- 한국전력공사강원지사
- 정부춘천지방합동청사
- 강원지방노동위원회
- 춘천보호관찰소
- 국가보훈처 강원서부보훈지청
- 동북지방통계청춘천사무소
- 강원고용노동지청
- 춘천소방서 후평119안전센터
- 춘천소방서
- 춘천경찰서 후평지구대

### 교육 시설
- 후평초등학교 (1동)
- 부안초등학교(2동)
- 호반초등학교(3동)
- 동부초등학교 (3동)
- 후평중학교 (2동)
- 봉의중학교 (2동)
- 춘천기계공업고등학교 (1동)
- 봉의고등학교 (3동)
- 춘천계성학교 (2동)

### 문화 시설
- 소양정보도서관